# Jukka Korpela
För andra betydelser, se Jukka Korpela (olika betydelser).
Jukka Jari Korpela, född 10 april 1957 i Helsingfors, är en finländsk historiker.
Korpela blev filosofie doktor 1987. Han tjänstgjorde 1981–1987 inom utrikesförvaltningen, var 1988–1998 direktör för konsert- och kongresshuset Mikaeli i S:t Michel och utnämndes 1998 till professor i allmän historia vid Joensuu universitet.
Han är specialist på romersk och östeuropeisk historia; bland arbeten märks Das Medizinalpersonal im antiken Rom (1987), Kiovan Rusj, keskiaikainen eurooppalainen suurvalta (1996) och Viipurin linnanläänin synty (2004), som kullkastar många tidigare uppfattningar om Karelens medeltid samt The World of Ladoga: Society, Trade, Transformation and State Building in the Eastern Fennoscandian Boreal Forest Zone C. 1000-1555 (2008).

## Utmärkelser
- Order Jeźdźca z Madary II stopnia[3]

[Redigera Wikidata]